# 小行星7126
小行星7126（7126 Cureau）是一颗绕太阳运转的小行星，为主小行星带小行星。该小行星于1991年4月8日发现。

## 轨道参数
小行星7126的轨道半长轴为2.8442749 UA，离心率为0.067。